# Municipio de Staro Nagoričane
El municipio de Staro Nagoričane (en idioma macedonio: Општина Старо Нагоричане) es uno de los ochenta y cuatro municipios en los que se subdivide administrativamente Macedonia del Norte.

## Geografía
Este municipio se encuentra localizado en el territorio que abarca la región estadística del noreste.

## Población
La superficie de este municipio abarca una extensión de territorio de unos 433,41 kilómetros cuadrados. La población de esta división administrativa se encuentra compuesta por un total de 4840 personas (según las cifras que arrojaron el censo llevado a cabo en el año 2002). Mientras que su densidad poblacional es de unos once habitantes por cada kilómetro cuadrado.

## Localidades
- Algunja
- Aljince
- Arbanaško
- Bajlovce
- Breško
- Bukovljane
- Čelopek
- Cvetišnica
- Cvilance
- Dejlovce
- Dlabočica
- Dobrača
- Dragomance
- Drenok
- Kanarevo
- Karlovce
- Koince
- Kokino
- Makreš
- Malotino
- M'glence
- Mlado Nagoričane
- Nikuljane
- Oblavce
- Orah
- Osiče
- Pelince
- Puzajka
- Ramno
- Ruǵince
- Staro Nagoričane
- Stepance
- Strezovce
- Strnovac
- Vojnik
- Vračevce
- Vragoturce
- Žegljane
- Željuvino